# 千葉セクション

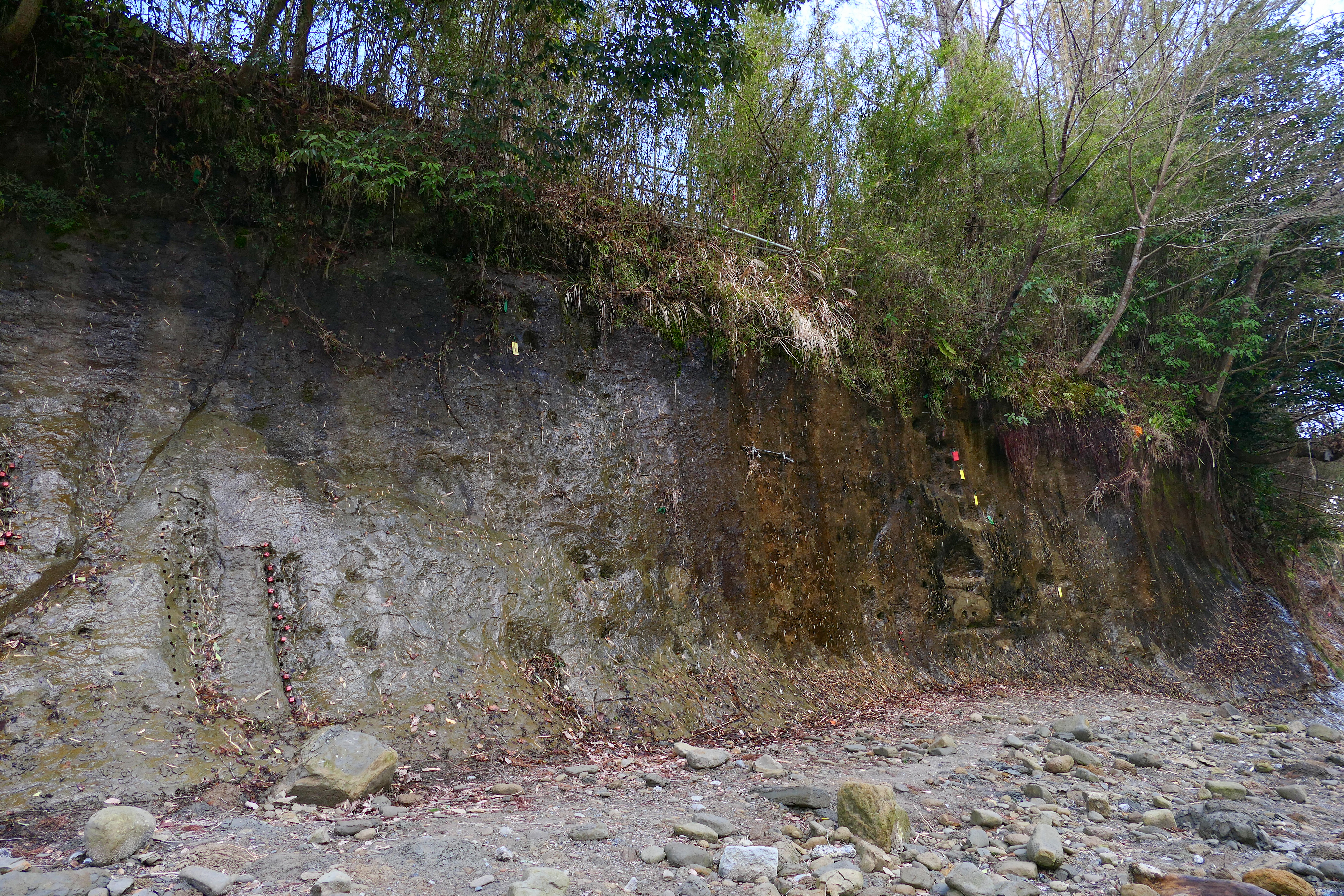
千葉セクション

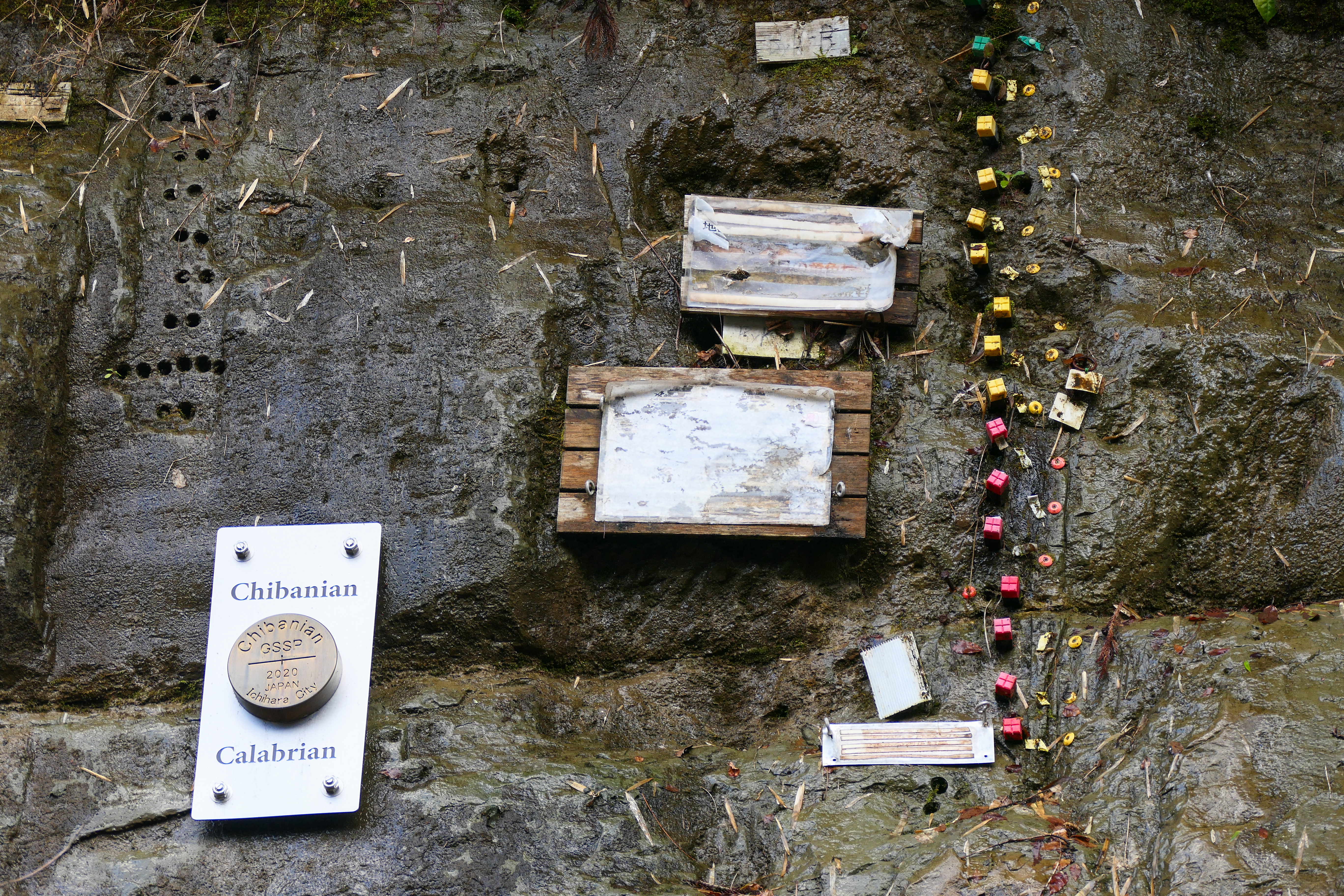
チバニアンとカラブリアンの時代境界を示すゴールデンスパイク。右側の色分けされた杭は、地球の地磁気が逆転していた事を示す地層の境界を示している。

千葉セクション（ちばセクション、英: Chiba section）は、千葉県市原市田淵の養老川沿いの露頭で見られる、約77万年前の地層。この地層は、更新世の前期と中期の境界を示すものである。2017年11月に国際標準模式層断面及び地点 (Global Boundary Stratotype Section and Point, 略称：GSSP) に内定し、2018年には「養老川流域田淵の地磁気逆転地層」の名称で国の天然記念物に指定された。

## 概要
「千葉セクション」は上総層群国本層中の地層である。更新世の前期と中期の境界は、地球史上これまでで最後の地磁気逆転（松山‐ブリュンヌ逆転）が起きた時期である。田淵の露頭で見られる地層は、この時期に海底で堆積した地層で、逆磁極期から過渡期（磁極遷移帯）を経て正磁極期に移っていく様子が、連続して分析・観察できる。77万年前に起こった御嶽山噴火による火山灰層（白尾火山灰）があり、ちょうど地磁気逆転の時期の目印となっている。
本件地層は「養老川流域田淵の地磁気逆転地層」の名称で、2018年に国の天然記念物に指定された。

## 沿革
国際標準模式層断面及び地点 (Global Boundary Stratotype Section and Point, 略称：GSSP) として認められるためには、いくつかの推奨条件が示されている。とくに「海底下で連続的に堆積した地層であること」、「地層中に、これまでで最後の磁場逆転が記録されていること」、「地層の堆積した当時の環境変動が詳しく分かること」の3点が重要であり、また「誰でも見られる場所にあること」も重視される。「千葉セクション」はこれらを満たす有力な地層である（ほかにイタリアの2地層が候補に挙げられた）。
日本の科学者は、国際標準模式層断面及び地点推薦に当たって、過去70年にわたって発表された（日本語で発表されたために海外の研究者が利用できなかった）研究論文をまとめた論文を国際学術誌に発表、また千葉セクションから見つかった白尾火山灰層の年代測定を行い、地磁気逆転の年代を高精度で決定する（約78万年前というそれまでの定説を見直すものとなった）など、2017年11月に国際標準模式層断面及び地点として適していることを示すための布石を打った。

## 地質時代
2017年には、77万年前から12万6000年前にかけての地質時代（中期更新世）が「チバニアン」（千葉時代）と命名される見通しであると報じられた。
他方では、楡井久（茨城大学名誉教授、特定非営利活動法人日本地質汚染審査機構理事長、古関東深海盆ジオパーク推進協議会会長、2021年死去）らが、国際標準模式層断面及び地点としての登録申請に不適切な部分があり認められないと国際地質科学連合に提訴したが、国際地質科学連合はGSSPとして認めた。一方で2018年5月末、登録を推進する研究グループにより民有地の所有者から許可を得ない試料採取が行われ、楡井は国際地質科学連合にこの問題を報告するとともに、2019年2月4日には記者会見を開き、報道各社に一連の出来事を報告した。なお、許可を得ない試料採取について研究グループは「市原市役所職員に同行してもらい私有地ではない事を確認したが、後から民有地に入っていたことが分かり謝罪した」と説明している。
この後、2019年5月には朝日新聞やNHKにより、楡井が民有地の所有者から2018年の内から借地権を取得し、登録は極めて困難になったと報道された。
これに対し市原市は2019年6月、研究を目的とした現地への立ち入りを拒否することを禁じる条例を9月の市議会に提案すると発表し、現地周辺に市長の許可を得て試料採取のため立ち入る研究者への妨害行為を禁じる内容の条例案を9月5日に提出、9月19日に可決成立した。なお、市原市が7月1日～7月31日に上記の条例案に対するパブリックコメントを募集したところ、市内外から57件の意見が寄せられ、賛否を明確にした意見の94％にあたる51件が賛成であった。これに対し市長の小出譲治は「最低限の私権の制限について、大きな反対意見は無かった」と見解を述べている。
これに対し楡井らは、「借地権を取得した範囲は2015年8月に開催された国際第四紀学連合(INQUA)による国際巡検における養老川露頭観察地付近に限られており、当該地の無断現状変更を阻止するのが目的であって、立ち入りを禁止した事実はない。当該地は2017年には市原市が立入禁止にしていたが、2018年には私達が見学用の階段を整備して安全に立入見学出来るようにしてきた。大手マスコミから「立入禁止にしようとしている」という誤った情報が発信されたのは大変残念だ。」と述べている。
こうした紆余曲折はあったが、2020年1月17日、釜山で開かれていた国際地質科学連合の会合において、チバニアンの名称が最終承認された。ただし、茨城大学教授の岡田誠、国立極地研究所の菅沼悠介らを中心とする登録を推進した研究グループと楡井（および古関東深海盆ジオパーク推進協議会）間の主張はいまだ隔たりがあり、解決のめどはたっていない。